# Etcheverrius reedii
Etcheverrius reedii är en fjärilsart som beskrevs av Butler 1874. Etcheverrius reedii ingår i släktet Etcheverrius och familjen praktfjärilar. Inga underarter finns listade i Catalogue of Life.